# Sagrada serranía de los urus
La Sagrada serranía de los urus o Serranía de Uru-Uru se constituyó como un lugar  “sacer locus” desde tiempos de la antigua etnia de los Urus, centro de peregrinación religiosa del mundo andino, anfiteatro natural que cubre la antigua comarca Uru, con dones sacralizados como deidades protectoras, denominadas Wakas, Apus o Achachilas; que generó un continuum, y experimento en el transcurso de su prolongada existencia, cambios semánticos y morfológicos en la proyecciones simbólicas y religiosas.

## Historia

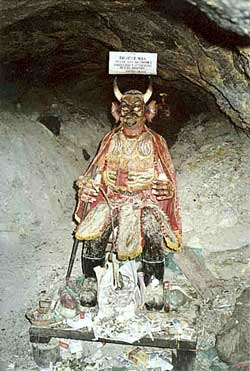
Wari, dios de los urus que sobrevivió a embates de aymaras, quechuas y españoles, es el "tío de la mina", último avatar del viejo Wari en Oruro, Bolivia

El continuum transitó por la cultura Wankarani, la kolla y la Inca:

### Los Urus
Los Urus o “Los de la Aurora”, conocidos también como  Jas-Shoni (Hombres del agua) y  Kot’suña (Hombres del lago). Hasta la actualidad conforman las etnias de: Uru chipayas y Uru Muratos, que representan un reducido relicto cultural de este pueblo tan remoto.

Uru, la más antigua capa de población nativa directamente conocida hoy en los Andes Centrales Bolivianos/…/por su presumible genero originario de vida y de adaptación al paisaje costanero y fluvio-lacustre, la misma en que se hallaban, en el siglo XVI, los uru sobrevivientes que persistieron en sus primitivos hábitos de existencia/…/pudieron llegar hasta esa centuria con su cultura de origen casi intacta
 Condarco Morales, 1985:7

Los Urus concibieron símbolos creadores del cosmos inteligible:
- El fuego fue Wari. El agua Qwak.

El agua se identificó con la serpiente que sumió el símbolo del reptil como una naturaleza benigna y creadora. Qwak, la serpiente, y Wari fueron las más antiguas deidades de los urus. Wari como Dios “Chotnico” acompañado de la fuerza y la potencia viril estuvo asociado a la actividad volcánica. Teresa Guisbert nos hace conocer que en época de la colonia en un pueblo del occidente de Oruro el culto al volcán fue sustituido por el culto a la Virgen Candelaria conocida como la Virgen del Socavón.

Los agustinos entronizaron a la virgen Candelaria en sabaya para sustituir el culto al volcán. El santuario tuvo su apogeo en el siglo XVIII
 Teresa Gisbert, 1980:22

### Invasión de los kollas (Aymaras)

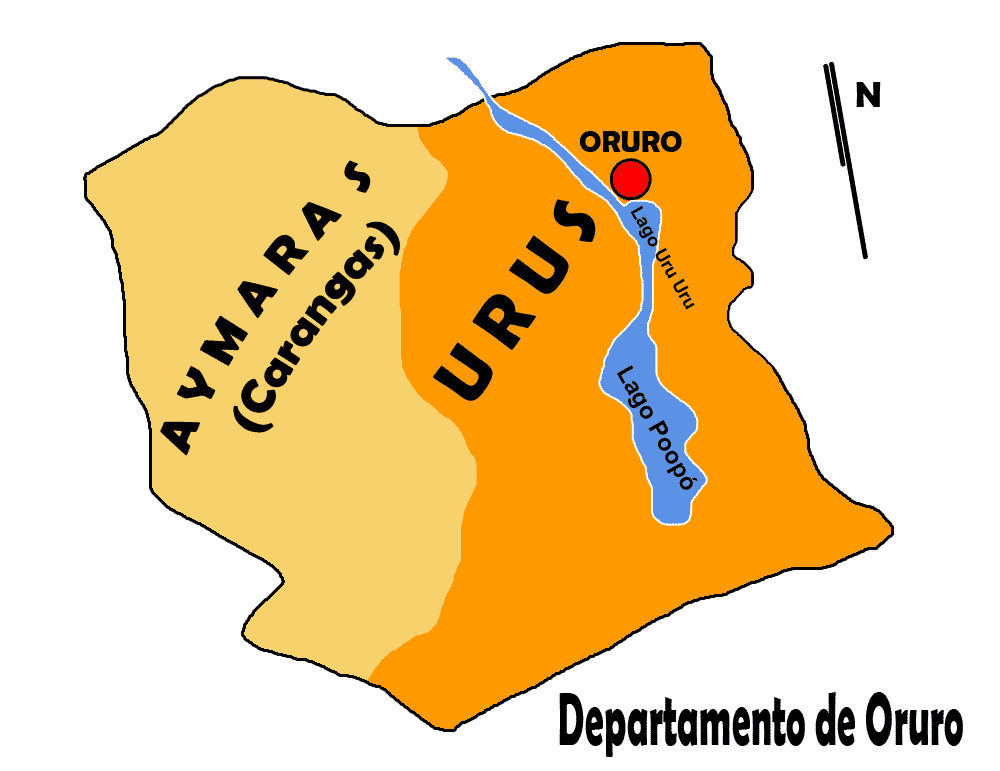
Graficación de la invasión de los aymaras en territorio de los urus, en el periodo prehispánico, actualmente departamento de Oruro en Bolivia

Sucesivas oleadas de pueblos, procedentes del sur, presumiblemente Coquimbo y Copiapó se movilizaron hacia el norte, ocupando el territorio desde Quillacas, hasta Lupaqa-Iruhito y Jatun Colla. En su paso arrasaron con los pueblos que habían presidido estos territorios. Posteriormente, la invasión aimara prosiguió hasta Cusco. La destrucción de Tiwanaku sería una de las consecuencias de su arrollador empuje.
Los conflictos interétnicos obligaron a los urus a dejar parte de su territorio.

los antepasados del pueblo colla que invadió el Altiplano, desatando una guerra total contra los Urus que carecían de armas y de instrumentos guerreros/…/Como consecuencia de esta invasión y de esa guerra secular, los urus se replegaron y establecieron al Este y Sudeste de nuestro departamento donde formaron lo que antropológicamente se conoce como “región de refugio”. Esta zona se denominó "Paria", designación superviviente a la llegada de los españoles; la zona occidental fue ocupada por los aimaras que, siguiendo las huellas del pueblo uru, se extendieron hasta la costa y la ocuparon con densa población reemplazando a los urus, cuyas construcciones las utilizaron…
Murillo Vacarreza, 1976:58.

La serranía de Uru Uru, luego de los hechos acontecidos, concitó el interés de los invasores quienes adoptaron los símbolos religiosos de los urus. A su vez, los aymaras resignificaron los símbolos presentes de la serranía e hicieron su propio aporte. Conocido como un proceso transcultural de dos pueblos que entran en un contacto. No se presentó ninguna forma de persecución a la religión de los urus.
Los kollas incorporaron a su panteón a Qwak (La Víbora) y al puma, símbolos religiosos de los Urus. Los kollas rendían culto a los “lugares de origen” o “paqarinas” como lagos (Lago Titicaca), cuevas o T’oqos, y así lo fue Wari T’oqo de la serranía de Uru-Uru.
La paqarina de wari concebido por los urus, fue un sitio de ritual privilegiado y adoptado por los collas, incas y otras culturas de los Andes.

### Conquista de los Incas (Quechuas)
El hijo de Viracocha, Cusi Yupanqui (adoptó el nombre de Pachacutec), llamado el “dichoso” gobernó el imperio Inca aproximadamente desde el 1438 al 1471. Falleció a una edad muy avanzada y se le considera como el verdadero creador del Imperio Incaico.

al que dejo bien organizado, legislado y administrado, con disposiciones que duraron hasta 1533 y décadas posteriores
 Espinoza Soriano 1990:91.

Cuando la serranía de Uru-Uru fue ocupada (1473) tuvo para los invasores una centralidad espacial en la organización política del reino. Reconocieron en el sitio un Taypi, es decir un sitio central y de encuentro del mundo andino. Los incas por otro lado explotaron los metales de los cerros de Uru Uru.
Los Incas se caracterizaban en su habilidad de crear mitos destinados al prestigio del Imperio y al origen de la casta Gobernante para legitimar la ocupación de los territorios conquistados. Conociendo esto se comprende la motivación del mito “Wari y los Urus” (Mitología de la cuatro plagas).
El mito refleja el encuentro de las dos culturas: Incas y Urus. Los incas debían imponer su economía y religión y los dioses autóctonos del lugar como Wari, el sapo, la víbora, el lagarto, el cóndor, fueron convertidos en simples plagas y Wari quedó como un semidiós subterráneo.

### Conquista de los hispanos (españoles)
Posteriormente habiendo impresionado fuertemente la sagrada serranía de los Urus en el imaginario judeocristiano de origen europeo, contribuyó a dar origen por su notable vitalidad una de las máximas expresiones de la creatividad popular andina: el Carnaval de Oruro; arquetipo de sincretismo cultural. Cuyo tiempo sagrado se superpuso al segmento del tiempo ritual de la Jallu pacha. 
Y en el mito de “wari y los Urus” la Ñusta Incaica que defendió a los Urus, es reemplazada por la Virgen del Socavón también conocida como la Virgen Candelaria.

### Actualidad

Mapa de la Sagrada serranía de los Urus en Oruro, mostrando la ubicación de las representaciones de hormigas, lagartos, sapos y serpientes, animales considerados sagrados por los urus.

En la actualidad las deidades de la sagrada serranía de los urus, Qwak (víbora), los sapos, el cóndor, el lagarto, aun reciben su culto con mesas y challas en época del Carnaval de Oruro, el caso de Qwak o la víbora es adorada cada primer viernes del mes y en agosto todo el mes cada vierne, esta religiosidad pre-hispana convive con la religiosidad traída por los españoles, la devoción a la Virgen candelaria que es observada en su magnificencia en el Carnaval de Oruro. 
El diablo del Carnaval de Oruro es una metamorfosis del “Tío” también conocido como Wari, dios uru que sobrevivió a embates de aymaras, quechuas y españoles siendo su último avatar el Tío de la mina; las deidades de la serranía actualmente cumplen una función de intermediarios, siendo la pachamama el destinatario.

## Serranías
Desde épocas remotas Uru Uru, hoy Oruro, fue un centro de peregrinación religiosa del mundo andino, en torno a la llamada Serraní sagrada de los urus, anfiteatro natural que cubre esta antigua comarca Uru, con dones sacralizados como deidades protectoras, denominadas Wakas, Apus o Achachilas. Algunas de estas serranías son
- San Pedro (Wantuku) Jampatukollo (cerro sapo) 4.012, con minerales de Oro
- Wiscachani (cerro peña de la Liebre) 3.885
- Argentillo Arankani (cerro lagarto) 3.909, con minerales de oro
- San Cristóbal Kurichaya 3.842
- Cerrato 3.883
- Rubiales Wakallusta Resbaladero de ídolos 3.971
- Corralpata Konchupata 3.719
- Pie de Gallo 3.891
- La Tetilla 3.968, Con minerales de plata y estaño
- San Felipe Tatakollu (cerro Padre) 4.032
- Santa Bárbara Warawara (cerro Estrella) 3.883, con minerales de oro
- Cerro la Víbora, zona sud de la ciudad
- Korichaya a 3.908,02, con minerales de Oro y Plata[3][1]

Las minas antes que la explotase Lorenzo de Aldana, ya fueron trabajadas por los Incas y con anterioridad lo habían sido por los urus que se supieron beneficiar de la plata y el oro con para fines rituales.

## Mitología andina de los urus
Los orígenes de la mitología se remontarían a la ocupación del territorio uru por parte de los Quechuas; hecho acontecido durante el siglo XV.[cita requerida]
La mitología cuenta la historia la deidad ctónica Wari (Tio de la mina) que en la lengua uru significa alma (en uru: hahuari). Él, tras escuchar que los urus estarían venerando a Pachacamaj, representado por Inti, desencadenó su venganza enviando plagas de hormigas, lagartos, sapos y serpientes, animales considerados sagrados en la mitología uru. Pero los urus fueron protegidos por la Ñusta quien adoptó la figura de un cóndor, derrotando a las criaturas petrificándolas convirtiéndose en colinas sagradas en los cuatro puntos cardinales presentes en Oruro formando lo que se conoce como la "Serranía sagrada de los urus" un anfiteatro natural que se convirtió en un centro de peregrinación con dones sacralizados como deidades protectoras, denominadas Wakas, Apus o Achachilas.